# Кабул (аэропорт)
Международный аэропорт Кабул имени Хамида Карзая (пушту د کابل نړیوال هوايي ډګر‎, дари فرودگاه بین المللی کابل) также известен как Хваджа Роэш) — крупнейший международный аэропорт Афганистана, главные воздушные ворота Кабула. Является базовым для национальных авиакомпаний: Ariana Afghan Airlines, Kam Air, Safi Airways. В октябре 2014 года Кабинет министров Афганистана утвердил предложение верхней палаты Национальной ассамблеи Афганистана о присвоении аэропорту Кабула имени бывшего президента Афганистана Хамида Карзая.

## История
Аэропорт Кабула был построен инженерами из СССР в 1960 году. В то время Афганистан пытался догнать другие развитые страны во всех сферах, в том числе и в туризме. За счёт транзитных рейсов правительство планировало привлекать путешественников из США, Индии и Европы. Планы государства сорвались в 1979 году, когда началась гражданская война в Афганистане. На всём её протяжении аэропорт использовался президентом Наджибулой и СССР до момента вывода Советских войск из страны.
В 1992 году аэропорт «Кабул» попал в руки моджахеддинов и управлялся ими в течение нескольких лет, пока им не завладел Талибан.
После терактов в США 11 сентября 2001 года в Афганистан вошли войска НАТО. Спустя месяц[уточнить] Вооружёнными силами США аэропорт Кабула был разрушен вместе со стоящими на платформах аэродрома самолётами.
В 2006 году правительство Афганистана приняло проект восстановления и развития международного аэропорта «Кабул». На помощь пришла Япония. План включал в себя строительство нового современного терминала стоимостью 35 миллионов долларов США, увеличение пассажирооборота до 100 000 к 2011 году.
Новый международный терминал был открыт 6 ноября 2008 года в присутствии президента Афганистана Хамида Карзая. Существующий терминал был отреставрирован и используется для выполнения внутренних воздушных рейсов. В феврале 2010 года была установлена новая радарная система, а до конца года аэропорт планируется довести до всех международных стандартов.

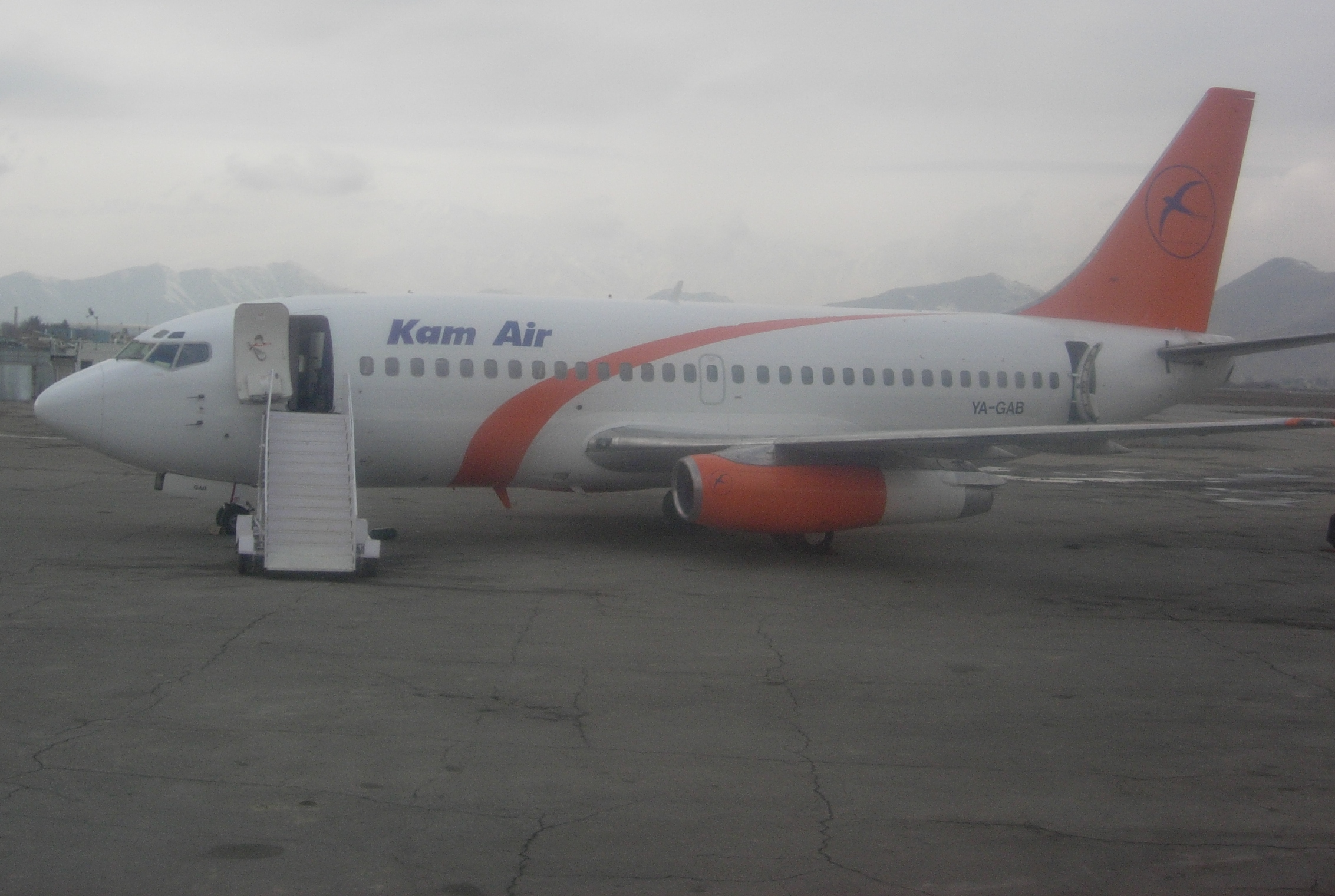
Самолёт «Kam Air» в аэропорту Кабула

В связи с неспокойной ситуацией в Афганистане и Кабуле, безопасность аэропорта обеспечивали Афганские воздушные силы и периодически войска других стран, в том числе Испании, Болгарии, Польши, Турции. Однако теракты всё равно случаются. Последний теракт произошёл 26 августа 2021 года, в ходе которого погибли почти 200 человек.